# Chemische Stabilität
Chemische Stabilität bedeutet thermodynamische Stabilität eines chemischen Systems, insbesondere einer chemischen Verbindung.
Zustände (chemische Verbindungen), die „beliebig lange“ unverändert bestehen können, bezeichnet man als stabil, andernfalls als metastabile Zustände. Als instabile (nichtstabile, unstabile) Zustände bezeichnet man solche, bei denen eine kontinuierliche Umwandlung in Zustände mit geringerem freien Energiegehalt (oder höherer Entropie) stattfindet. Beispiele sind Substanzen oder Substanzgemische, in denen bei konstanter Temperatur und konstantem Druck messbare Reaktionen stattfinden. Unter quasistabilen Zuständen versteht man instabile Zustände, bei denen gleichzeitig eine Hin- und eine Rückreaktion stattfinden kann, da beide Zustände gleiche freie Energie haben.
Zu beachten ist dabei, dass chemische Reaktionen in homogener Phase nie vollständig ablaufen, sondern nur bis zum Erreichen eines Gleichgewichtszustandes, in dem neben dem Reaktionsprodukt auch die Reaktanden (Ausgangsstoffe) zum Teil vorhanden sind. Der gleiche Endzustand wird erreicht, wenn man vom Reaktionsprodukt ausgeht und dieses den Bedingungen der Bildungsreaktion (gleichem Druck und gleicher Temperatur) unterwirft. Solche chemischen Gleichgewichte spielen in allen Bereichen der Chemie eine wesentliche Rolle. Entfernt man kontinuierlich die Ausgangsstoffe in dieser Situation, findet somit eine Zersetzung statt.
Die Stabilität chemischer Systeme lässt sich beispielsweise durch Katalysatoren und Stabilisatoren beeinflussen. Mit Letzteren erhält man ein stabilisiertes (kein stabiles!) System, das mit dem Wegfall des Stabilisators zusammenbricht. Durch den Einsatz von Stabilisatoren kann bei unbeständigen Verbindungen eine chemische Veränderung wie beispielsweise die Zersetzung oder Oxidation verhindert werden. Mit Katalysatoren lässt sich ein metastabiler Zustand in einen instabilen überführen oder die Reaktionsgeschwindigkeit verändern, aber nicht die Lage des chemischen Gleichgewichtes verschieben.
Pseudostabile Zustände sind instabile Zustände, die äußerlich im Gleichgewicht mit sich oder ihrer Umgebung zu sein scheinen, bei denen aber dennoch sehr langsame, kaum merkliche Umwandlungen in Zustände mit geringerem Gehalt an freier Energie stattfinden. Beispiele sind lyophobe Kolloide, die langsam koagulieren, und die äußerst langsame Bildung von Wasser in Gemischen aus Wasserstoff und Sauerstoff bei Zimmertemperatur. Derartige Zustände sind häufig thermolabil. Zu solchen scheinbar stabilen Gleichgewichtszuständen zählt man die metastabilen Zustände.
Thermodynamisch stabil nennt man ein chemisches System, wenn es sich im Zustand niedrigster Energie oder im chemischen Gleichgewicht mit seiner Umgebung befindet. Es kann sich hierbei auch um ein Fließgleichgewicht handeln. Ein Zustand A wird als thermodynamisch stabiler als Zustand B bezeichnet, wenn die freie Standardenthalpie beim Wechsel von A nach B positiv ist.
Für Arzneistoffe, Pflanzenschutzmittel und Umweltgifte ist die Halbwertszeit und der Metabolismus (also der Abbau der Verbindung) von entscheidender Bedeutung.
Als chemisch stabil oder inert gelten Verbindungen wie Glas, Edelgase und Edelmetalle, was jedoch von den vorhandenen Bedingungen und Stoffen abhängt. So werden Glas und Edelmetalle von einigen Säuren angegriffen. Instabil sind beispielsweise Explosivstoffe und Radikale.
Laut REACH ist in Sicherheitsdatenblättern anzugeben, ob der Stoff oder das Gemisch unter normalen Umgebungsbedingungen und unter den bei Lagerung und Handhabung zu erwartenden Temperatur- und Druckbedingungen stabil oder instabil ist. Es muss ebenfalls angegeben werden, welche Bedeutung etwaige Änderungen des physikalischen Erscheinungsbildes des Stoffes oder Gemisches für die Sicherheit haben.